# 弘道館 (出石藩)
出石弘道館（いずしこうどうかん）は、出石藩の藩校。

## 概要
1775年（安永4年）9月28日、出石藩6代藩主・仙石政辰が出石城の東門外の伊木町に学問所という仮校舎を建てたことに始まる。1782年（天明2年）仙石久行が約241坪の校舎を拡張造営して、弘道館と名付け、京都の伊藤東所を招いて開講した。それにより、以後、藩学に仁斎派の古学の展開をみ、のち1811年（文化8年）には聖堂も造営された。
水戸藩、佐賀藩、出石藩の弘道館は天下三弘道館に称されており出石のものが最も古いものと言われている。1876年（明治9年）の大火で建物は焼失。1912年（大正元年）に跡地に石碑が建てられ、その弘道の名は出石の弘道小学校に受け継がれている。

## 弘道の由来
論語の「子曰能弘道非道弘人」(子曰く、道を弘む。道、人を弘むに非ざるなり)を 参考にしたとされる。

## 教育の目的
専ら藩士を教育して、文武両道の円満な発達を期し、文武両科を置き、実際的に有能な人材を養成して、治国安民に資せしめるにあった。

## 教育の特質
正業課程と別業課程があった。五等生で四書五経の素読が一通り済むと四等生に進級となるが、その際の進級試験で才質が良くない場合、別業課程で学習させたとある。それでも別業課程でなく、正業課程に入りたいものは強制なしで正業課程に入れたとある。生徒の能力によって教育課程を作り、内容も特別に始動したとされる。

## 弘道館の学習内容
明治2年(1869年)の正業課程の学習内容は以下の通りである。
- 五等生　四書五経
- 四等生　十八史略・左伝・大学等
- 三等生　日本外史・国史略・史記・前漢書・後漢書等
- 二等生　本朝通鑑・日本外史・論語・孫子等
- 一等生　大日本史・孟子等
- 五等長　日本書紀・続日本紀・尚書等
- 四等長　管子・日本後紀・隋書・左伝・続日本紀等
- 三等等　令義解・唐六典・三代実録等

## 指導方法
輪読・独読・会講の3種類あったとされる。輪読は国史略や日本外史、独読は前漢書・後漢書や大日本史を、会講は論語、孟子などを使ったとされる。

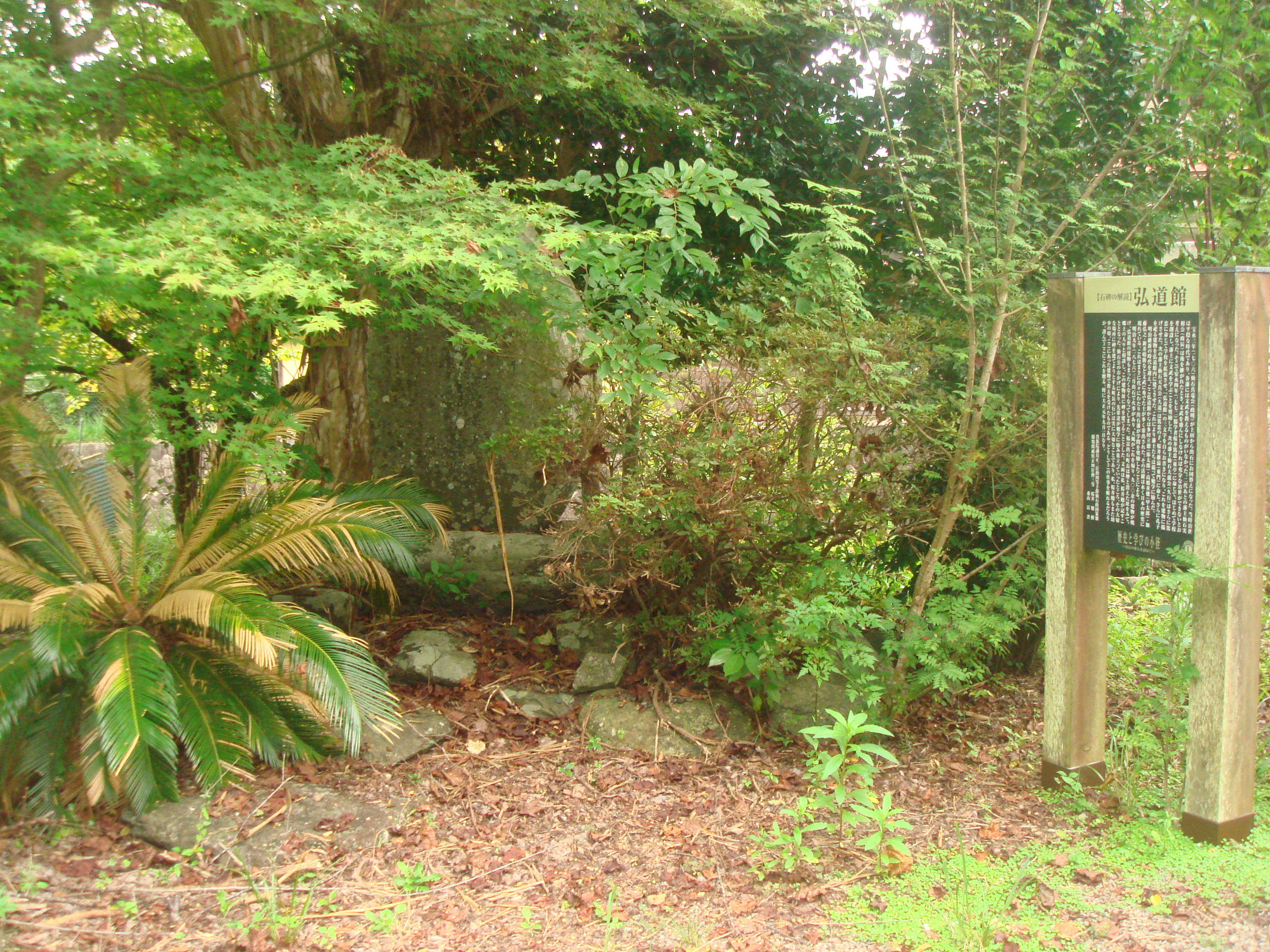
弘道館跡に建つ石碑

## 著名な出身者
- 桜井勉
- 多田弥太郎
- 加藤弘之